# Метрополитен Пальмы
Метрополитен Пальмы (кат. Metro de Palma, исп. Metro de Palma de Mallorca) — система линий метрополитена в столице Балеарских островов, Пальме (Испания).
Открыт в предварительном режиме 25 апреля 2007 года. Представляет собой 2 линии, одна длиной 7,2 км с 9 станциями, соединяющую центр города (станция «Пласа-де-Эспанья») с университетом Балеарских островов (станция «Университат де лес Ильес Балеарс»). Другая, 8,3 км с 8 станциями, соединяет центр города, площадь Испании с близлежащим городом Маракси. Время в пути по каждой из двух линий около 20 мин. Метро эксплуатируется государственными железными дорогами Мальорки (Servicios Ferroviarios de Mallorca).

## Описание системы
Линия M1 длиной 7,2 км выполнена в виде узкой колеи шириной 1000 мм. Подача тока осуществляется при помощи контактного провода. Вагонный парк состоит из 6 поездов производства фирмы CAF, шириной 2,55 метров и длиной 33 метра.
Почти все станции, за исключением станции «Сон Сардина», находятся под землёй. По поверхности проходит участок длиной 2,6 км. Средняя глубина залегания составляет 8 метров. Станции имеют длину 80 метров и оснащены боковыми платформами шириной 5 метров. Высота платформ составляет 1,1 метр.
Интервал между поездами составляет 13 минут, что позволяет осуществлять 76 поездок в каждую сторону ежедневно. Первый поезд отходит в 6:15 от станции «Пласа-де-Эспанья», последний в 22:50 от станции «Университат де лес Ильес Балеарс».

## История
В ноябре 2004 года было предложено построить в Пальме линию метро, которая бы соединила центр города с Университетом Балеарских островов. Уже в январе 2005 года началось строительство этой линии. При этом были убраны и перенесены в тоннель пути уже существовавшей железной дороги в город Инка. Рельсы метро были проложены параллельно с рельсами железной дороги в Инка, таким образом туннель от станции Plaça d’Espanya до Son Costa — Son Fortesa имеет четыре колеи.
- Строительство метро рядом с университетским кампусом
- Студенты и преподаватели университета жаловались на шум вызванный строительством метро[3]
- Поезд 71 серии
- Интерьер поезда 71 серии
- Тоннель 2 линии метро Пальмы